# Ісідро Айора
Ісідро Рамон Антоніо Айора Куева (2 вересня 1879 — 22 березня 1978) — еквадорський, політичний діяч, президент країни з 1926 до 1931 року.
На його честь названо місто Пуерто-Айора. Деякі люди називають монети айорами, через те що він їх запровадив в Еквадорі.